# Mai Zetterling
Mai Elisabeth Zetterling (Västerås, 29. rujna 1931. – London, 17. ožujka 1994.) švedska glumica i redateljica.
Mai Zetterling rođena je u gradu u Västeråsu u županiji Västmanland u švedskoj radničkoj obitelji. Karijeru glumice započela je u dobi od sedamnaest godina u Dramatenu, Švedskom nacionalnom kazalištu.
Mai se pojavljivala u filmskim i televizijskim produkcijama kroz šest desetljeća od 1940-ih do 1990-ih. Njezin proboj je počeo 1944. u filmu Torment kojeg je napisao Ingmar Bergman, u kojem glumili kontroverznu ulogu izmučene prodavačice. Ubrzo nakon toga preselila se u Englesku gdje je dobila naslovnu ulogu u filmu Basila Deardena Frieda. Nakon kratkog povratka u Švedsku u kojoj je opet radila s Bergmanom, vraća se u Englesku gdje je glumila u brojnim filmovima na engleskom jeziku.
Neki od njenih značajnijih filmove kao glumica su film Kvartet iz 1948. godine. Proslavila u filmovima Alfa Sjöberga Mučenje i Iris i poručnikovo srce. Nakon režije zapaženoga kratkometražnog filma, antiratne alegorije Igra rata (1963., nagrada u Veneciji), režirala je niz filmova s feminističkim temama (Ljubavni par, 1964.; Noćne igre, 1965., Djevojke, 1968.).
Iz braka s norveškim glumcem Tutte Lemkowom ima dvoje djece kćer Etienne i sina Louisa. Od 1958. do 1976. bila je udana za britanskog autora David Hughesa, umrla je u Londonu, od raka 17. ožujka 1994. godine, u dobi od 68 godinu.

## Vanjske poveznice
- Mai Zetterling u internetskoj bazi filmova IMDb-u (engl.)
- 'Mai Elisabeth Zetterling na Nationalencyklopedins Internettjänst